# Jacob Veldhuyzen van Zanten
Jacob Veldhuyzen van Zanten (* 5. Februar 1927 in Lisse; † 27. März 1977 in San Cristóbal de La Laguna) war ein Flugkapitän und Fluglehrer der niederländischen Fluggesellschaft KLM.
Auf KLM-Flug 4805 war er der Kapitän der Boeing 747-206B „Rijn“ (Luftfahrzeugkennzeichen PH-BUF ), welche am 27. März 1977 beim Start auf dem Flughafen Los Rodeos (damaliger IATA-Flughafencode TCI, heute TFN) von Teneriffa mit einer Boeing 747-121 der Pan Am („Clipper Victor“, Kennzeichen N736PA) kollidierte. Veldhuyzen van Zanten gilt als Hauptschuldiger der Flugzeugkatastrophe von Teneriffa. Bei der bislang schwersten Katastrophe der zivilen Luftfahrt ohne terroristische Beteiligung kamen mit Veldhuyzen van Zanten insgesamt 583 Menschen ums Leben.

## Lebenslauf
Jacob Veldhuyzen van Zanten erlangte seine Pilotenlizenz am 21. Juni 1947 und arbeitete ab dem Jahr 1950 für die niederländische Fluggesellschaft KLM. Innerhalb der KLM war er als professioneller, ehrgeiziger Pilot bekannt.
Am 23. Januar 1971 erhielt er die Musterberechtigung für die Boeing 747. Noch im selben Jahr flog er mit zwei seiner Kollegen nach Seattle, um die erste Boeing 747 der KLM in Empfang zu nehmen. Für eine Anzeige im KLM-Bordmagazin wurde sein Bild als Teil einer Collage verwendet, da er zu diesem Zeitpunkt als Fluglehrer eingesetzt wurde und deshalb als einziger Pilot zur Verfügung stand. In den sechs Jahren vor dem Unfall war er überwiegend als Ausbilder eingesetzt und leitete die KLM Flugschule. Vor der 747 war er bereits Ausbilder auf der Douglas DC-9.
Jacob Veldhuyzen van Zanten kam mit allen Insassen seiner Maschine bei dem Unfall ums Leben. Er hatte zu dem Zeitpunkt 11.700 Flugstunden absolviert, davon 1.545 auf der Boeing 747. Veldhuyzen van Zanten hinterließ eine Ehefrau und zwei Kinder.

## Rolle während des Unfalls
Nach heutigen Erkenntnissen war Veldhuyzen van Zanten der Hauptschuldige für die Kollision der beiden Maschinen. Als er sein Flugzeug in Startposition manövriert hatte, meinte er, die Startfreigabe bereits erhalten zu haben und begann mit dem Startvorgang. Auf der Startbahn befand sich jedoch noch die Pan-Am-747. Als Veldhuyzen van Zanten dieses Flugzeug im Nebel erkannte, startete er einen aussichtslosen Rettungsversuch, dabei zog er seine Maschine steil hoch, wobei sie mit der Pan-Am-747 kollidierte. Nach der Kollision schlug das KLM-Flugzeug auf der Startbahn auf und explodierte, wobei alle 248 Personen an Bord ums Leben kamen. Von den 396 Insassen der Pan-Am-747 überlebten nur 61.
Er spielte eine große Rolle bei der Ursache des Unfalls, war letztlich aber nicht der alleinige Schuldige. Die Pan-Am-747 sendete auf demselben Funkkanal die Information, dass sie sich noch auf der Startbahn befindet. Zeitgleich übermittelte der Fluglotse eine Nachricht an die KLM-Crew, weshalb es zu einem Überlagerungseffekt kam und keine der beiden Nachrichten im Cockpit der KLM-747 angekommen ist. Zudem war Kapitän Veldhuyzen van Zanten von seinem Alltag im Flugsimulator geblendet; er war es gewohnt, sein eigener Fluglotse zu sein und sich die Startfreigabe selbst zu erteilen. Ein vorsätzliches Handeln wurde ausgeschlossen.
Jedenfalls war für alle Beteiligten folgende Kommunikation (unmittelbar nach der Überlagerungsphase) klar zu hören:
17:06:25 Tower (an Pan Am): „Roger, Alpha eins sieben drei sechs, benachrichtigen Sie uns, wenn die Startbahn frei ist.“
17:06:29 Pan Am: „OK, benachrichtigen wenn die Startbahn frei ist.“
Hieraus musste für die KLM-Besatzung klar hervorgehen, dass die Startbahn noch blockiert war.
Der alarmierte KLM-Flugingenieur richtete dementsprechend folgende Rückfrage an den Prüfkapitän und Flottenchef:
„Ist er noch nicht weg, der Pan Am?“
Dieses wurde von letztgenannten (auch nach nochmaliger Wiederholung durch den Flugingenieur) mit einem „na klar“ quittiert und der Start unbeeindruckt fortgesetzt.